# گجرات، میانوالی
گجرات (به انگلیسی: Gujrat) یک شهرک در پاکستان است که در ناحیه میانوالی واقع شده‌است.